# سنت جیمز (لوئیزیانا)
سنت جیمز (به انگلیسی: St. James) شهری در ایالت لوئیزیانا کشور ایالات متحده آمریکا است که جمعیت آن در سرشماری سال ۲۰۱۰ میلادی، ۸۲۸ نفر بوده‌است.